# 日比谷駅管区
日比谷駅務管区とは2016年4月1日に東京都交通局によって実施された駅務管区制導入に伴い、従来の日比谷駅務管理所が改組される形で設立した。下部組織として日比谷駅務区があるが、これは従来の日比谷駅務区に加えて水道橋駅務区の大手町駅〜水道橋駅を統合する形で設立された。なお、水道橋駅務区のうち春日駅は巣鴨駅務管区の下部組織である上野御徒町駅務区に、白山駅〜千石駅は同駅務管区下部組織の巣鴨駅務区に併合された。なお、東京都営交通協力会の3区ブロックは改組前の駅務管理所制度を受け継いでいる。
日比谷駅に事務所が設置されており、三田駅〜水道橋駅の各駅を管理している。初代駅務管区長は海老根智。